# Actaea rubifolia
Actaea rubifolia är en ranunkelväxtart som först beskrevs av Thomas Henry Kearney, och fick sitt nu gällande namn av John T. Kartesz. Actaea rubifolia ingår i släktet trolldruvor, och familjen ranunkelväxter. Inga underarter finns listade i Catalogue of Life.

## Bildgalleri

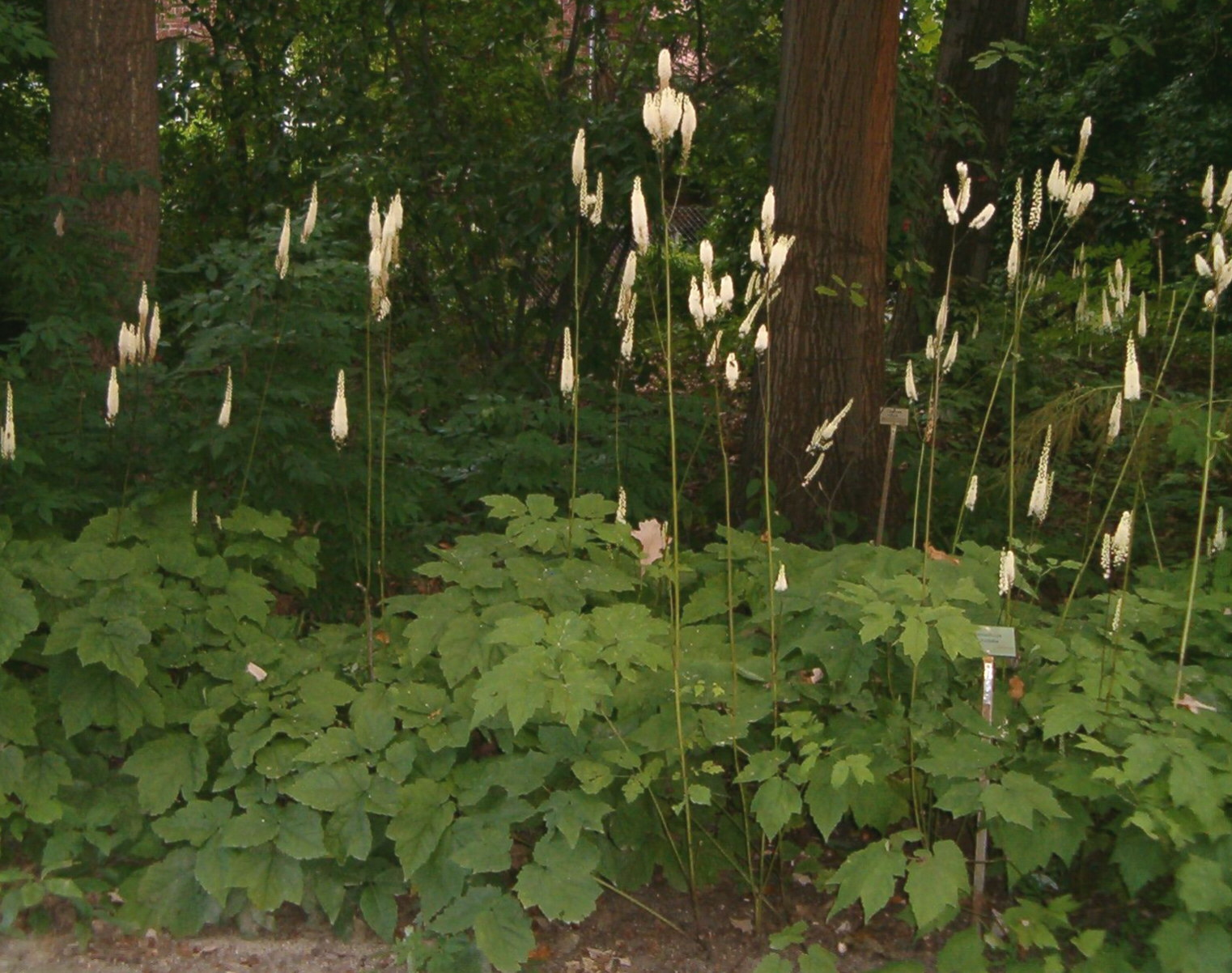